# Белін (Польща)
Белін (пол. Belin) — село в Польщі, у гміні Нове Място Плонського повіту Мазовецького воєводства.
Населення — 60 осіб (2011).
У 1975-1998 роках село належало до Цехановського воєводства.

## Демографія
Демографічна структура станом на 31 березня 2011 року:
|          | Загалом | Допрацездатний вік | Працездатний вік | Постпрацездатний вік |
| -------- | ------- | ------------------ | ---------------- | -------------------- |
| Чоловіки | 28      | 3                  | 23               | 2                    |
| Жінки    | 32      | 8                  | 14               | 10                   |
| Разом    | 60      | 11                 | 37               | 12                   |